# Fuchsia tunariensis
Fuchsia tunariensis là một loài thực vật có hoa trong họ Anh thảo chiều. Loài này được Kuntze mô tả khoa học đầu tiên năm 1898.